# Limopsis excancellata
Limopsis excancellata is een tweekleppigensoort uit de familie van de Limopsidae. De wetenschappelijke naam van de soort is voor het eerst geldig gepubliceerd in 1898 door Sacco.